# Die Katze kam zurück
Die Katze kam zurück (engl. Originaltitel: The cat came back) ist ein Jugendroman der US-amerikanischen Schriftstellerin Hilary Mullins. Das Buch erschien 1993 in Amerika, die deutsche Übersetzung folgte im Jahre 1999.

## Inhalt
Die Katze kam zurück handelt von der 17-jährigen Stevie. Sie ist Internatsschülerin in ihrem letzten Jahr und spielt nebenbei Eishockey. Schon lange hat Stevie ein Verhältnis mit einem ihrer Lehrer, wobei sie verdrängt, dass er sie nur ausnutzt und keine richtige Partnerin in ihr sieht. Auch versucht sie allen anderen Problemen, nämlich dass sie den Anforderungen ihres leistungsbezogenen Vaters und denen ihrer Mitschüler nicht gewachsen ist, aus dem Weg zu gehen. Erst als sie Andrea, eine neue Mitschülerin, kennenlernt, bringt sie den Mut auf, sich ihren Problemen zu stellen. Mit der Zeit merkt sie, dass sie in Andrea mehr als nur eine Freundin sieht. Sie verliebt sich in sie und verlässt ihren Lehrer. Auch gibt es immer wieder Hinweise darauf, dass Stevie in ihrer Kindheit sexuell missbraucht wurde und erst durch Andrea kann sie wieder ein gesundes Selbstbewusstsein aufbauen und sich offen zu ihrer Homosexualität bekennen.

## Hintergrund
Für Sex etc., eine amerikanische Zeitschrift von Studenten, wurde Hilary Mullins interviewt. Hieraus ein Ausschnitt:
- Frage: Was war die Motivation, dieses Buch zu schreiben?
- Hilary Mullins: Ich wollte zeigen, dass es Möglichkeiten gibt, sein Leben zu ändern, dass es möglich ist, hinter den wahren Charakter der Dinge zu kommen und sich entsprechend zu verhalten.
- Frage: Wie sieht der Denkprozess bei einem Opfer sexuellen Missbrauchs aus?
- Hilary Mullins: Sexueller Missbrauch hatte mich gelehrt meine Gefühle zu missachten. Wenn dich jemand missbraucht, dann zeigt er dir, dass deine Gefühle nichts wert sind, dass sie unerheblich sind. Du entwickelst das Gefühl, wertlos zu sein. Das bestimmt alle deine Beziehungen. Das weiß ich aus eigenen Erfahrungen.

## Ausgaben
- Hilary Mullins: Die Katze kam zurück. Alibaba, Frankfurt am Main 1995, ISBN 3-86042-188-3; Taschenbuchausgabe: dtv, München 1999, ISBN 3-423-78135-1.